# Scaevola laciniata
Scaevola laciniata är en tvåhjärtbladig växtart som beskrevs av Frederick Manson Bailey. Scaevola laciniata ingår i släktet Scaevola och familjen Goodeniaceae. Inga underarter finns listade i Catalogue of Life.